# Lassie
För andra betydelser, se Lassie (olika betydelser).
Lassie är en fiktiv hund i ett flertal böcker, filmer och TV-serier, ursprungligen skapad av Eric Knight 1938. Lassie är en ovanligt intelligent collietik som utför hjältedåd.

## Historik

### Bakgrund
Rollfiguren Lassie skapades av den brittisk-amerikanska författaren Eric Knight, som levde mellan 1897 och 1943. Knight skrev om Lassie i sin roman Lassie Come Home (svenska: Lassie på äventyr), som publicerades i The Saturday Evening Post 1938. Rollfiguren bär vissa likheter med collietik med samma namn som figurerar i den brittiska författaren Elizabeth Gaskells novell "The Half Brothers" (1859); även i den historien hjälper Lassie människor i fara. Collie etablerades vid denna tid som ras, och 1860 ställdes den ut på en hundutställning i Birmingham i klassen "skotska vallhundar". Från 1870-talet ökade populariteten kraftigt, även utanför Skottland.
Sedan dess har ett flertal böcker, filmer och tv-program om Lassie charmat flera generationer. Lassie har som rollfigur blivit förknippad med hjälpsamma collier i kulturen, och hundens förekomst i olika medier har bidragit till rasens fortsatta popularitet. Efter den första Lassie-filmen 1943 ökade antalet registreringar i USA med 40 procent.

### Film och TV
Den första filmen om Lassie, Lassie på äventyr, hade premiär 1943. Hunden Pal (1940–1958), som faktiskt var en hanhund, spelade där mot Elizabeth Taylor. Filmen blev nominerad till en Oscar och fick antalet collier att öka markant i USA.
Åren 1954–1973 sändes den amerikanska TV-serien Lassie.
En annan amerikansk film är Lassie – vänner för livet från 1994. Den handlar om familjen Turner som flyttar till Virginia. Där hittar de en hemlös hund som blir god vän med sonen Matt. Lassie räddar Matt ur många kniviga situationer.
År 2005 kom en ny film med Lassie, med samma grundhandling som i originalfilmen (och boken), där hennes fattiga familj tvingas sälja henne till hertigen av Rudling. Denne tar henne till Skottland. Lassie lyckas dock rymma och ta sig hem 80 mil fågelvägen hem till Yorkshire. Man får följa hennes väg hem under filmen.

### Andra medier
1990 presenterade den svenska gruppen Ainbusk Singers låten "Lassie", känd för textraden "Jag mötte Lassie". Låten toppade både Sverigetopplistan och Svensktoppen.